# 埃庞德
埃庞德（法語：Épendes）是瑞士联邦西部法语区的沃州下设的一个镇。在行政上属于沃州北汝拉区管辖。埃庞德的总面积为4.83平方公里。截至2010年底，总人口为318。